# ریمون رودریگز دا سیلوا
ریمون رودریگز دا سیلوا (به پرتغالی: Ramón Rodrígues da Silva) مدافع اهل برزیل است که در شهر Ipiaú و در تاریخ ۲۲ اوت ۱۹۹۰ به دنیا آمده‌است.
ریمون رودریگز دا سیلوا در تیم‌های فوتبال باشگاه فوتبال ای‌زد آلکمار سابقهٔ حضور دارد.